# 조지 알리스
조지 알리스(George Arliss, 1868년 4월 10일 ~ 1946년 2월 5일)는 잉글랜드의 배우이다. 제3회 아카데미상에서 남우주연상을 수상하였다.

## 참여 작품
- 디즈레일리 (영화)
- 하우스 오브 로칠드